# Puntura di insetto

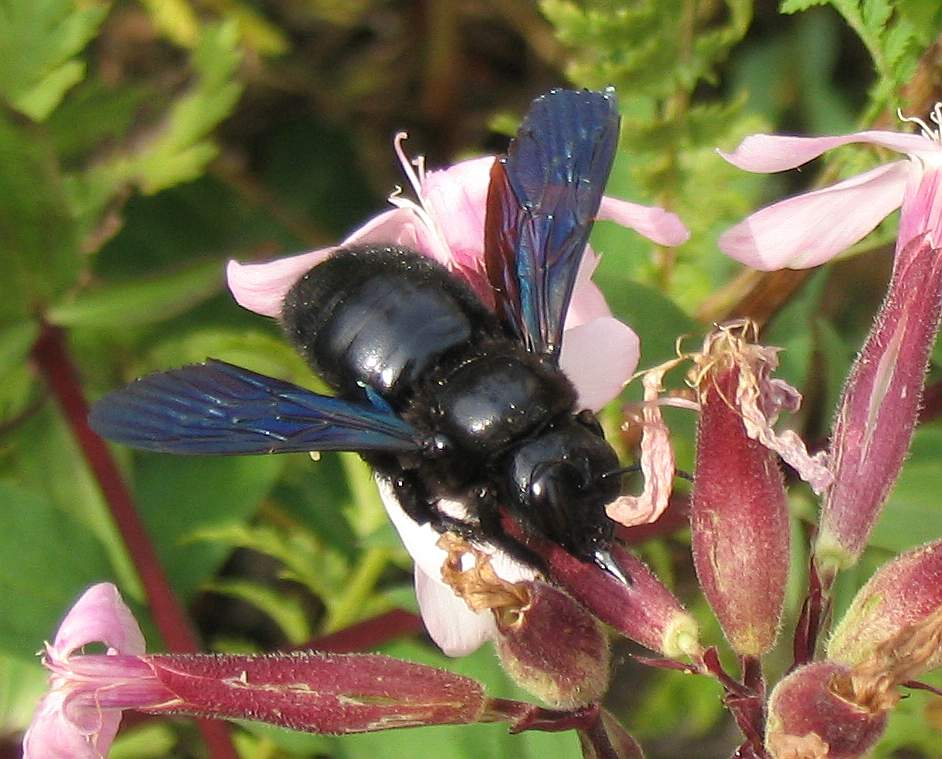
L'Ape legnaiola, un insetto munito di pungiglione velenifero.

Alcuni insetti sono in grado di pungere l'uomo. La puntura è seguita da sintomi particolari, a volte eruzioni cutanee, e in alcuni casi la puntura può risultare letale a causa del veleno inoculato o a causa di un'allergia.

## Insetti che pungono per nutrirsi
Alcuni insetti pungono i vertebrati al fine di ottenere sostanze nutritive dal sangue, questi insetti si dicono ematofagi.
Ditteri
I ditteri hanno due sole ali sviluppate si spostano volando e bevono il sangue dei vertebrati. È di particolare importanza il fatto che i ditteri possano trasmettere delle miasi, delle infezioni virali e batteriche, dei protozoi (Leishmaniosi) e possono inoltre causare delle reazioni allergiche o irritazioni cutanee.
In alcuni casi i ditteri possono trasmettere anche tifo esantematico e colera
Tra i Ditteri, gruppo di circa 120000 specie, particolare importanza hanno le zanzare che quindi tratteremo di seguito specificamente.

### Zanzare
Fra gli insetti ematofagi, le zanzare sono le più diffuse (nonostante solo le femmine si nutrano di sangue), i generi più rilevanti dal punto di vista delle patologie che possono trasmettere sono tre:
Genere Culex
È il genere più esteso di quelli appartenenti alla famiglia delle zanzare, diffuso praticamente ovunque.
Queste zanzare possono trasmettere l'encefalite virale, l'encefalite di Murray Valley, encefalite di Saint-Louis e la Filariosi.
Genere Aedes

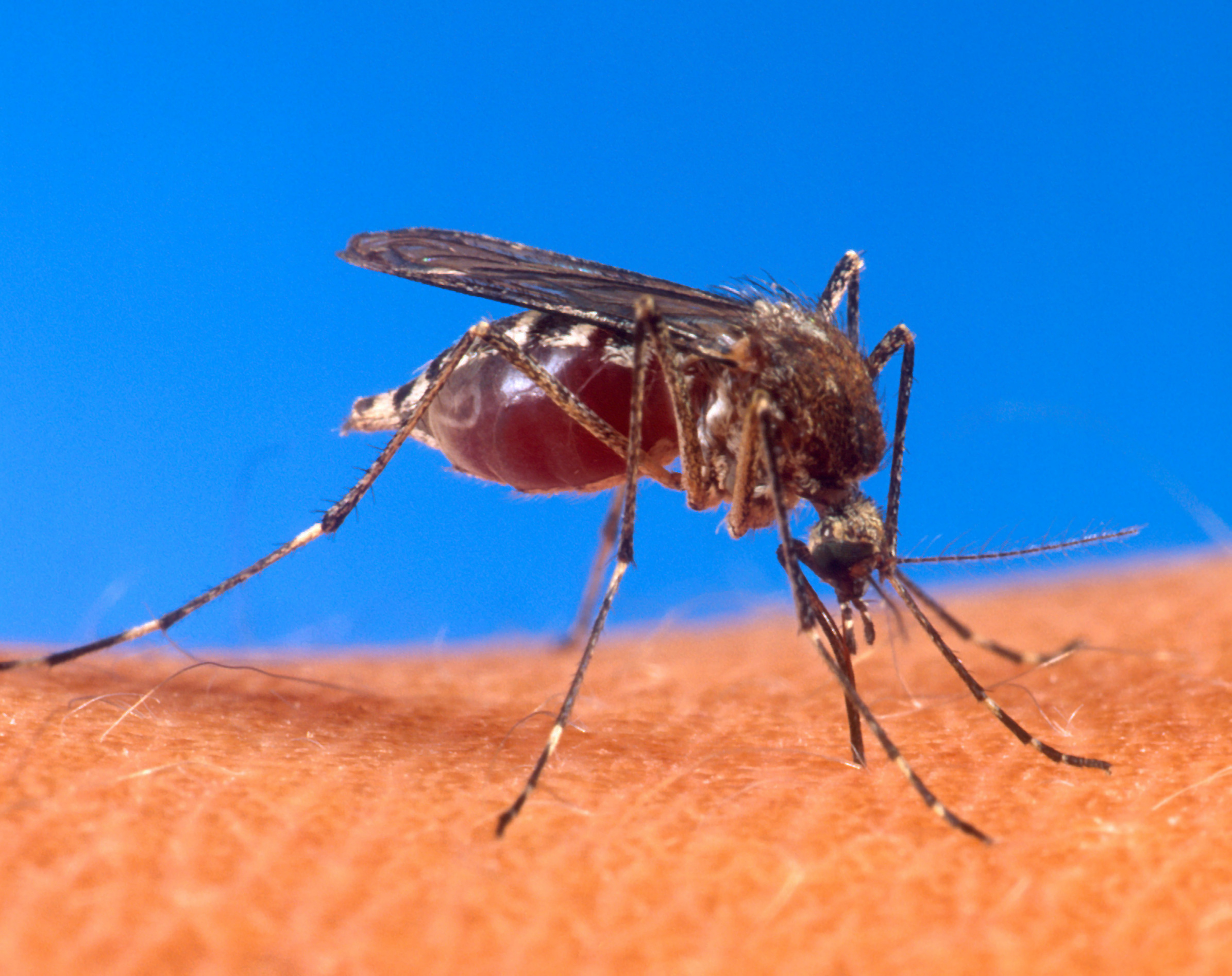
Aedes aegypti.

Sono zanzare caratterizzate dalla colorazione a righe bianche e nere (per questo chiamate "zanzare tigre"), sono diffuse nelle aree con un clima tropicale e anche in zone dal clima temperato.
Le malattie trasmesse da queste zanzare sono la Dengue, la Febbre gialla e l'Encefalite californiana
Genere Anopheles
Quelle del genere Anopheles sono le zanzare più famose, in quanto sono il principale vettore di trasmissione della Malaria, dell'O'nyong'nyong e della Filariosi.
Molte aree paludose sono state bonificate per impedire la proliferazione di questi insetti.
Prima dell'inizio del pasto le zanzare inoculano una tossina che fa da anestetico locale che permette all'insetto di succhiare il sangue della vittima senza che questa se ne accorga e che impedisce la coagulazione del sangue.
La caratteristica "bolla" rossa e pruriginosa che compare nella zona del morso è la risposta dell'organismo alla saliva (che è anche il veicolo di virus e parassiti) della zanzara.
Altri Ditteri ematofagi (generalmente simili a mosche o a zanzare).
I Flebotomi, detti anche pappataci, sono insetti di piccole dimensioni simili alle Zanzare; la puntura dei pappataci può trasmettere il virus che causa la febbre da pappataci, malattia non grave che ha come sintomi cefalea, mialgia, brividi, dolore retrorbitale, astenia e dolore addominale.

### Sifonatteri
Comunemente noti come pulci, i Sifonatteri sono degli insetti privi di ali che vivono sull'ospite da cui ricavano anche il nutrimento. Nonostante i Sifonatteri si nutrano prevalentemente del sangue di animali come cani e gatti, non è raro che trasmigrino agli esseri umani.

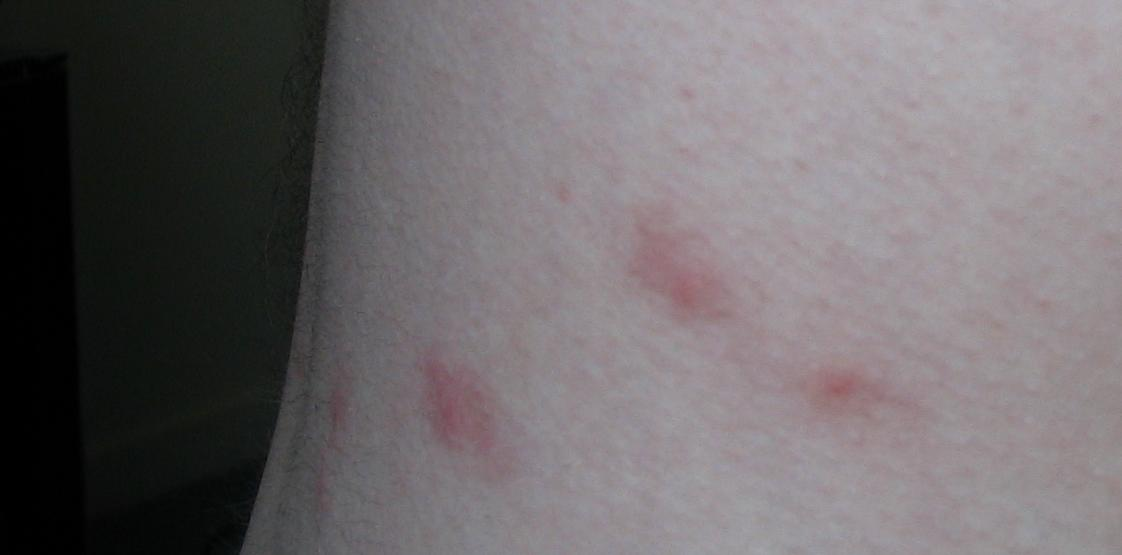
Punture di pulce sulla schiena di un uomo

Normalmente la puntura si risolve, come quella delle zanzare, con il gonfiore, l'arrossamento e il prurito dell'area che presenta il morso; alcune volte possono manifestarsi delle reazioni allergiche anche molto gravi. Inoltre le pulci possono trasmettere, attraverso la saliva, virus zoopatogeni, rickettsie e batteri; è noto che la peste che ha decimato la popolazione europea nel '300 (peste nera) era causata dal batterio Yersinia pestis, trasmesso dalle pulci dei topi attraverso la saliva.

### Anopluri
Gli Anopluri, più noti come pidocchi, sono insetti molto piccoli che, come le pulci, vivono sull'ospite cui prelevano il sangue.
Esistono tre specie di pidocchi: quelli che vivono sul capo (Pediculus humanus capitis), quelli che infestano i vestiti (Pediculus humanus corporis) e quelli che causano la pediculosi del pube (Phtirius pubis, detti anche piattole).
I pidocchi possono essere vettori di infezioni quali tifo esantematico e Borrelia.

## Insetti che pungono per difendersi
Ci sono insetti che, col tempo, hanno sviluppato (spesso al posto degli organi per la deposizione delle uova) degli organi collegati ad una ghiandola velenifera usati come strumento di difesa.

### Imenotteri aculeati
Appartengono a questa categoria le api, le vespe e i calabroni.
Effetti della puntura velenosa

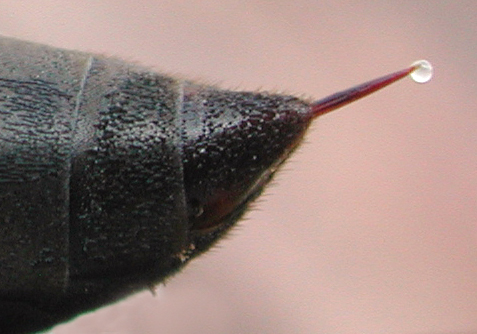
Pungiglione di una vespa con una goccia di veleno

Il veleno degli imenotteri contiene sostanze infiammatorie che causano dolore, arrossamento e gonfiore nella zona della puntura, condizione che dura intorno alle 48 ore e solo un alto numero di punture può portare alla morte (centinaia nel caso di un essere umano adulto).
Tuttavia molte persone sono allergiche al veleno di questi insetti: una volta che il sistema immunitario è sensibilizzato alla tossina della prima puntura, una successiva puntura (anche a distanza di anni) può portare allo shock anafilattico. I sintomi sono: forte eruzione cutanea, stordimento, gonfiore del volto e della gola, vomito, difficoltà nella respirazione e collasso.
Negli U.S.A. i decessi dovuti alle punture di Imenotteri sono fra i 30 e i 120 l'anno.
La pericolosità delle punture di Imenotteri non è limitata agli esseri umani, ma anche gli animali possono correre seri rischi.
Terapia

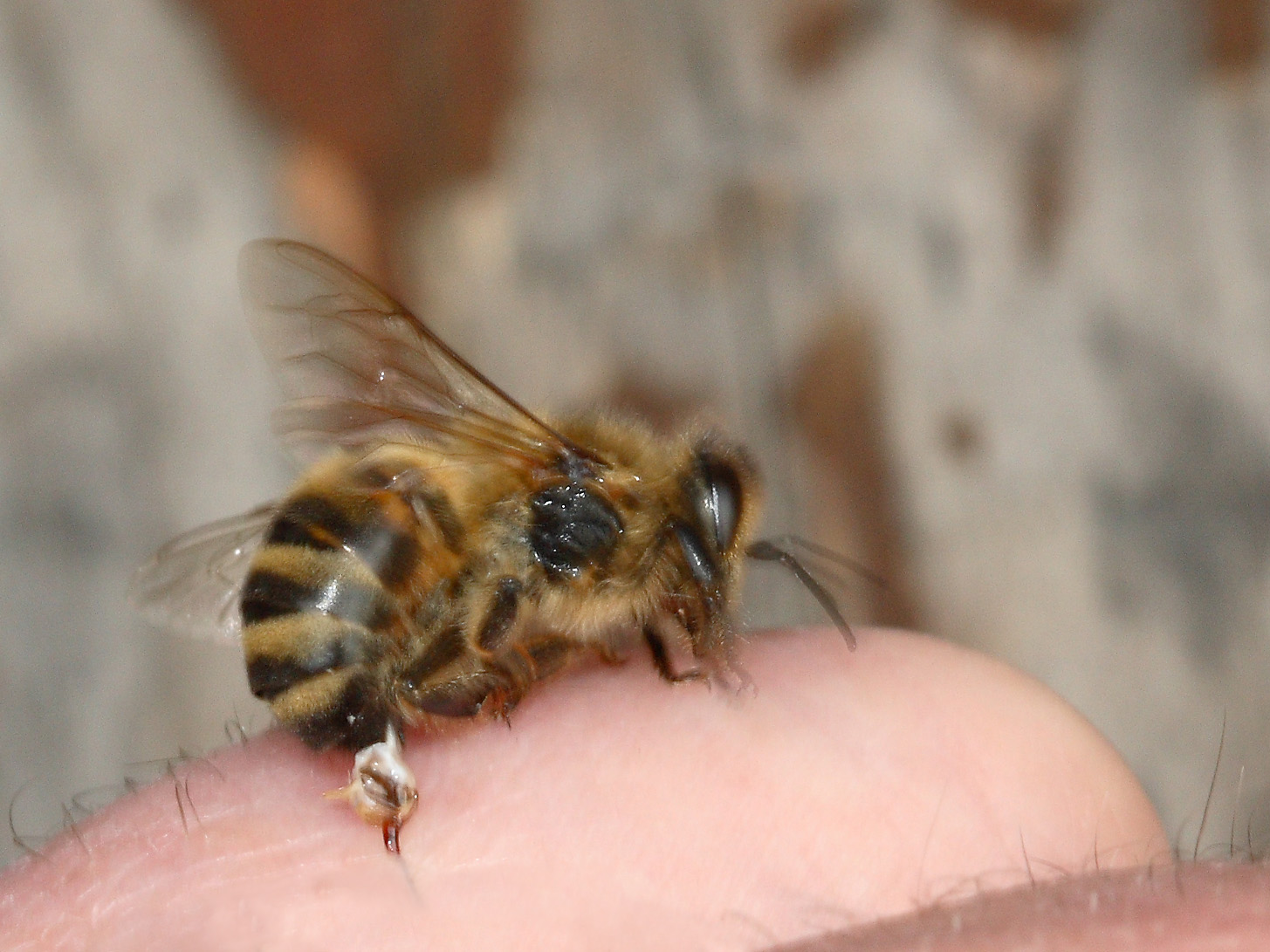
Pungiglione e sacco velenifero rimasti nella pelle dopo la puntura di un'ape non ancora staccatasi

Spesso succede che quando un'ape punge la sua vittima, il pungiglione (che è leggermente seghettato), rimane infilato nella pelle insieme al sacco velenifero il quale, grazie a dei muscoli autonomi, continua a inoculare la tossina; questo causa la morte dell'Ape, che avviene nel giro di 48-72 ore. Per questo motivo, quando si viene punti da un'ape, è importante rimuovere il pungiglione avendo cura di non comprimere il sacco velenifero che riverserebbe il suo contenuto nei tessuti colpiti. La zona lesa deve essere lavata accuratamente e il dolore può essere attenuato dall'applicazione di ghiaccio.
La somministrazione di un analgesico o di un'antistaminico può aiutare. In caso di shock anafilattico si deve contattare il medico che provvedrà iniettando Adrenalina.

### Lepidotteri
Le larve di alcuni Lepidotteri sono munite di peli che ricoprono il loro corpo e che sono collegati a ghiandole velenifere.
Effetti della puntura
I peli delle larve della Processionaria del Pino sono muniti di piccoli uncini, per questo rimangono attaccati alla vittima che ci viene a contatto. Una piccola quantità di veleno è inoculata nei tessuti mentre il pelo è ancora attaccato all'insetto. Il veleno causa la comparsa di piccole bolle e vescicole (fenomeno noto come orticaria), che consiste nella azione urticante dovuta al rilascio di Istamina (che viene rilasciata anche in caso di allergie). La puntura risulta dolorosa e pruriginosa. Il contatto dei peli con la mucosa oculare causa la congiuntivite, mentre la loro inalazione può causare l'irritazione delle vie respiratorie che si manifesta con tosse, starnuti e difficoltà respiratorie dovute al broncospasmo.
Terapia
La terapia consiste nella rimozione dei peli urticanti e nel trattamento dei sintomi nonché alla consultazione di un medico.
I sintomi di tipo respiratorio in particolare possono essere combattuti con corticosteroidi, antistaminici e aerosol.